# Bacchisa subpallidiventris
Bacchisa subpallidiventris es una especie de escarabajo longicornio del género Bacchisa, tribu Astathini, subfamilia Lamiinae. Fue descrita científicamente por Breuning en 1968.

## Descripción
Mide 11-12 milímetros de longitud.

## Distribución
Se distribuye por Laos.